# Christoph Maria Herbst

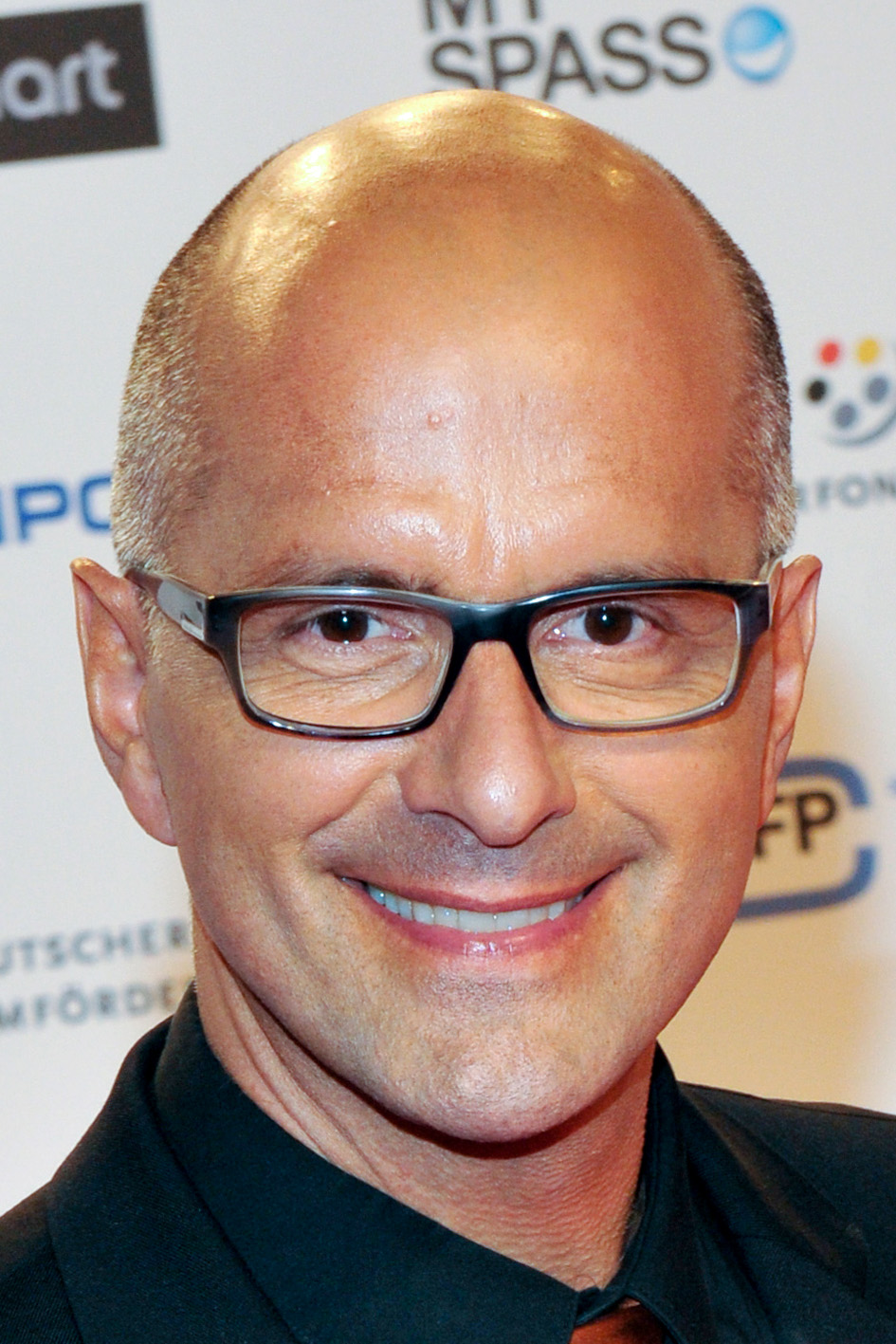
Christoph Maria Herbst (2014)

Christoph Maria Herbst (* 9. Februar 1966 in Wuppertal) ist ein deutscher Schauspieler, Komiker, Synchronsprecher sowie Sprecher von Hörspielen und Hörbüchern. Für seine Darstellung des Stromberg in der gleichnamigen Comedy-Fernsehserie erhielt er unter anderem 2006 den Adolf-Grimme-Preis und dreimal in Folge den Deutschen Comedypreis als „bester Schauspieler“.

## Leben

### Jugend und Ausbildung

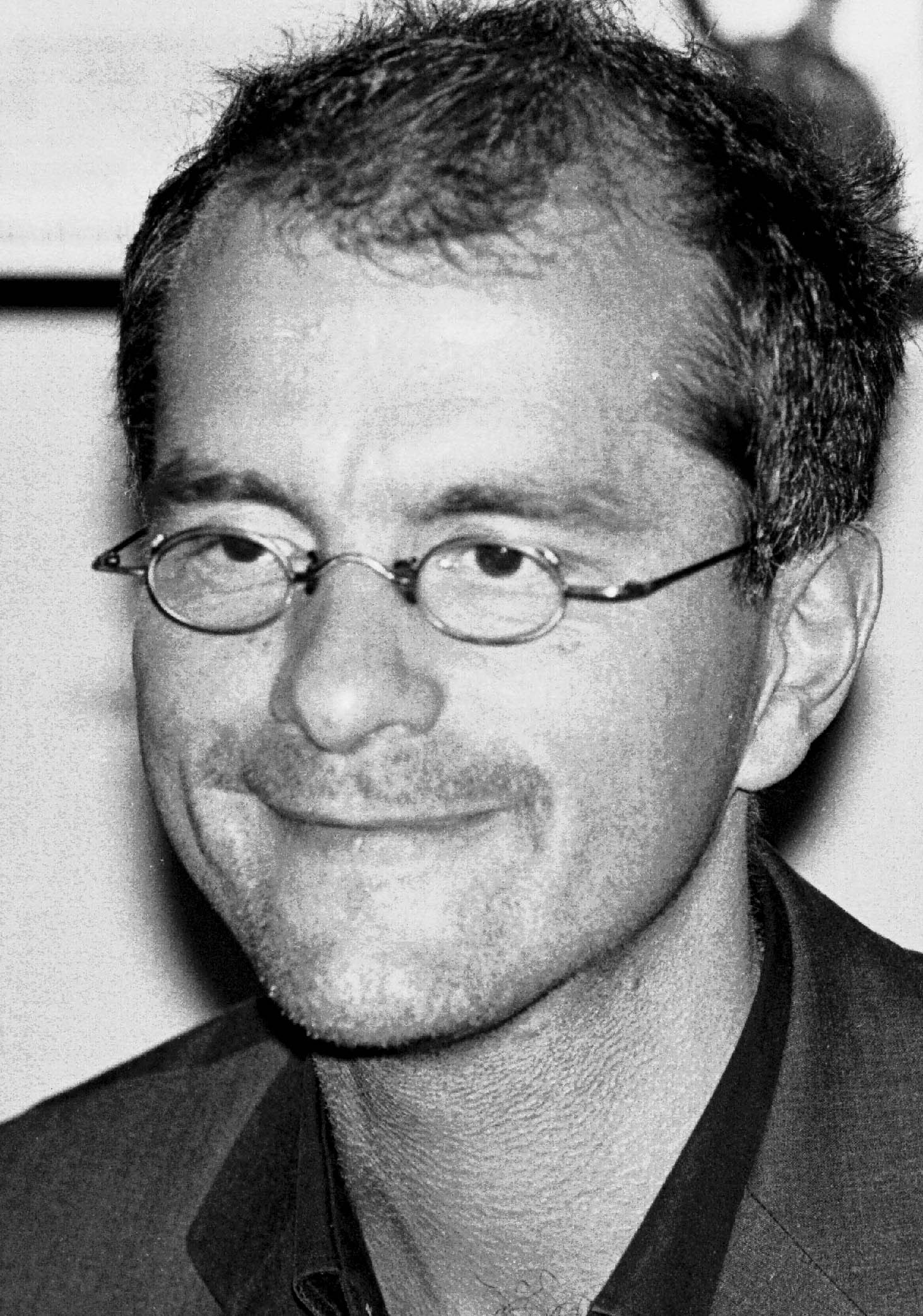
Christoph Maria Herbst (2006)

Herbst ist das jüngste Kind einer katholischen Familie. Sein Vater war Beamter, seine Mutter Hausfrau. Auch seine älteren Schwestern Stefanie und Isabell tragen den Taufnamen Maria. Bereits in der Schule beteiligte er sich an Kabarett-Projekten und einer Theater-AG. Er schloss die Schule (davon neun Jahre in einer Klasse mit Holger Wienpahl) mit dem Abitur am Wilhelm-Dörpfeld-Gymnasium in Wuppertal-Elberfeld ab. In seiner Kirchengemeinde war er Lektor und Oberministrant.
Danach erlernte er in den Jahren 1985 bis 1987 den Beruf des Bankkaufmanns bei der Deutschen Bank. Die Berufsausbildung absolvierte er im IHK-Bezirk Wuppertal-Solingen-Remscheid.

### Theater
Schon während seiner Bankausbildung war Herbst in der freien Theaterszene in Wuppertal aktiv. Dort war er 1986 an der Gründung des privaten Theaters in Cronenberg mit angeschlossener Schauspielschule beteiligt und trat unter anderem in Neil Simons Barfuß im Park und William Shakespeares Macbeth auf.
1989 erhielt er nach vergeblichen Bewerbungen bei Schauspielschulen ein Engagement am Landestheater Dinslaken. Zwischen 1992 und 1996 folgten Engagements in verschiedenen Produktionen am Stadttheater Bremerhaven, darunter als Bräutigam in Bluthochzeit oder als Romeo in Romeo und Julia. Von 2002 bis 2003 war Herbst im Metropol-Theater in München in der gleichnamigen Theateradaption der Woody-Allen-Komödie Broadway Danny Rose zu sehen.
Seit 2005 tritt er neben Bastian Pastewka, Michael Kessler und Jürgen Tonkel wiederkehrend in der Komödie Männerhort am Berliner Theater am Kurfürstendamm auf. Das erfolgreiche Ensemble bestritt 2008 eine bundesweite Tournee, Stationen waren unter anderem das Winterhuder Fährhaus in Hamburg und das Ruhrfestspielhaus in Recklinghausen.
Im Rahmen der Nibelungenfestspiele 2009 in Worms stand Herbst in Das Leben des Siegfried als Hagen auf der Bühne.

### Fernsehen
Im Jahr 1997 trat Christoph Maria Herbst im Fernsehen erstmals in Sketchup – The Next Generation in Erscheinung. Von 2001 bis 2003 agierte er als Nebendarsteller in der Sat.1-Comedy-Reihe Ladykracher und wurde dafür mit dem Deutschen Comedypreis 2002 ausgezeichnet.
2004 startete auf ProSieben die erste achtfolgige Staffel der als Mockumentary angelegten Comedy-Serie Stromberg mit Christoph Maria Herbst als Abteilungsleiter Bernd Stromberg. Nach einigen Startschwierigkeiten schloss sich 2005 mit zehn Folgen eine zweite und 2007 mit acht Folgen eine dritte Staffel an. Für seine von der Fachpresse gelobte Darstellung des sogenannten „Ekelchefs“ wurde Herbst mit mehreren Preisen geehrt, darunter dem Adolf-Grimme-Preis 2006 sowie dem Deutschen Comedypreis 2005, 2006 und 2007. Ursprünglich sollte die im Mai 2009 abgedrehte vierte Staffel die letzte sein. Herbst äußerte sich in diesem Zusammenhang, er sei nicht daran interessiert, sich an eine einzige Rolle zu klammern und die Marke Stromberg auszumelken. Am 22. Juli 2010 wurde jedoch bekannt, dass neben einem Film auch eine fünfte Staffel in Planung sei. Diese lief am 8. November 2011 an.
2007 strahlte Sat.1 mit Hilfe! Hochzeit! – Die schlimmste Woche meines Lebens eine weitere Comedy-Reihe mit Herbst als Hauptdarsteller aus, für die er ebenfalls mit dem Deutschen Comedypreis als „Bester Schauspieler“ ausgezeichnet wurde. Fun Fact: In Folge 3 der TV-Serie "Mord mit Aussicht" hat Herbst einen kurzen Gastauftritt und läuft als Arzt in einem Krankenhaus dem Polizisten Dietmar Schäffer (gespielt von Stromberg-Kollege Bjarne Mädel) über den Weg. Im November 2010 war er im Krimi Kreutzer kommt in der Hauptrolle des Ermittlers Kreutzer zu sehen, welcher nach eigenem Bekunden „jeden Fall in einem abgeriegelten Raum in vier Stunden 37 Minuten und 48 Sekunden löst“.
Seit 2016 ist er mit 19 Auftritten der häufigste prominente Gast in der Quizshow Wer weiß denn sowas? im Ersten. Gemeinsam mit Annette Frier spielt Christoph Maria Herbst von 2019 bis 2021 die Hauptrolle in der Comedy-Fernsehserie Merz gegen Merz.
Seit 2023 wirkt er als Moderator in der Wissenschaftssendung Terra X im ZDF mit.

### Film

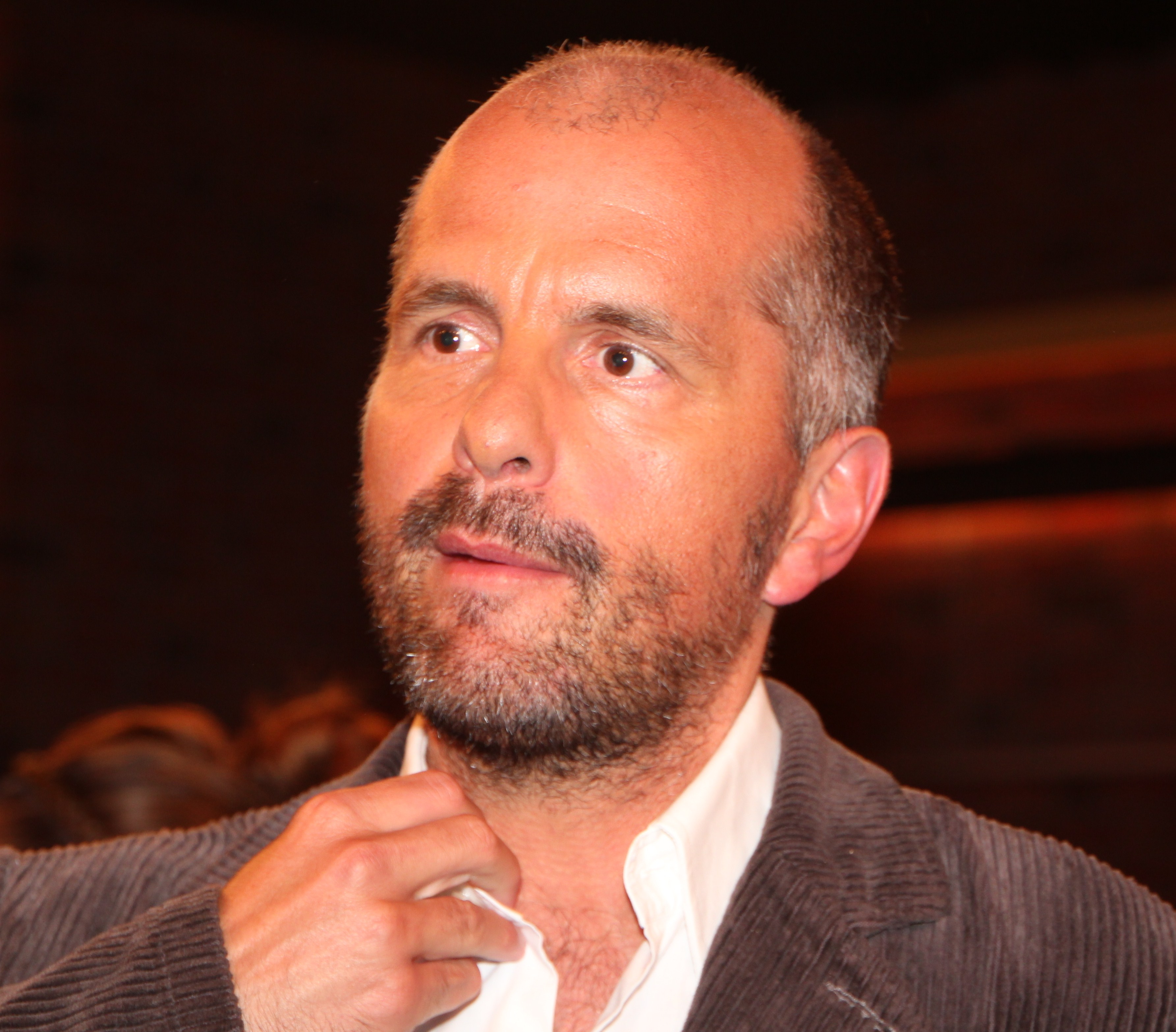
Christoph Maria Herbst (2011)

Sein erster Kinofilm war 1998 Der wirklich letzte Junggeselle. Es folgten die Kurzfilme Morgen (2001) und Lassie (2002). Ganz im Gegensatz zu seinen überwiegend komödiantisch geprägten Charakteren übernahm Herbst 2003 die Rolle eines von einer schwerwiegenden Tat unter Druck gesetzten Mannes, den Hauptdarsteller Martin in dem von Johannes Grebert produzierten Kurzfilm-Thriller Im Dunkeln. Im Laufe desselben Jahres stand er im Rahmen weiterer Comedy-Produktionen vor der Kamera, darunter in Aus der Tiefe des Raumes, in Michael Herbigs (T)Raumschiff Surprise – Periode 1 und in der Edgar-Wallace-Parodie Der WiXXer. An der Seite von Oliver Kalkofe, Thomas Fritsch und Oliver Welke sowie weiteren bekannten Komikern verkörpert er hier den Butler Alfons Hatler, der in seiner Erscheinung und seinem sprachlichen Ausdruck an Adolf Hitler angelehnt ist.
2004 folgten Der Fischer und seine Frau, Erkan & Stefan in Der Tod kommt krass, der Kurzfilm Lorenz lacht sowie die Komödie Vom Suchen und Finden der Liebe, in der Herbst neben Moritz Bleibtreu, Alexandra Maria Lara und Anke Engelke agierte. 2006 war er in den deutschen Kinos als Nebendarsteller in Til Schweigers Komödie Wo ist Fred? und als Hauptdarsteller König Julius der 111. in Sebastian Niemanns Verfilmung Hui Buh – Das Schlossgespenst zu sehen.
Im ersten Quartal 2007 erschienen drei weitere Kinoproduktionen, in denen sich Herbst jeweils in größeren Rollen präsentierte: die schwarze Komödie Die Aufschneider, der Kinder- und Jugendfilm Hände weg von Mississippi und die Fortsetzung der Wallace-Parodie Neues vom WiXXer, in der Herbst erneut die Rolle des mittlerweile zum Leiter einer psychiatrischen Klinik aufgestiegenen Dr. Alfons Hatler übernahm. 2008 folgte der Fernsehzweiteiler Zwei Weihnachtsmänner mit Bastian Pastewka, ein Remake des Films Ein Ticket für Zwei. In der Kategorie „Beste Unterhaltung“ waren Herbst und Pastewka für diese Produktion für die Goldene Kamera 2009 nominiert.
2015 war er in der Hauptrolle im Kinofilm Die Kleinen und die Bösen zu sehen, in dem er den sympathischen Bewährungshelfer Benno verkörpert, der gegen seinen asozial-komischen Klienten Hotte (Peter Kurth) um die Verantwortung für die vierzehnjährige Jenny (Emma Bading) kämpft.
2016 spielte Herbst im ARD-Fernsehfilm Hotel Heidelberg – Tag für Tag in der Rolle des Ingolf Muthesius den Partner von Hotelmanagerin Annette Kramer, gespielt von Annette Frier.
Im Spätsommer 2017 drehte er unter dem Regisseur Sönke Wortmann die Neuverfilmung der französischen Komödie Der Vorname von Alexandre de La Patellière. 2021 feierte der Kinofilm Es ist nur eine Phase, Hase unter der Regie von Florian Gallenberger Premiere.

### Hörbuch und Hörspiel

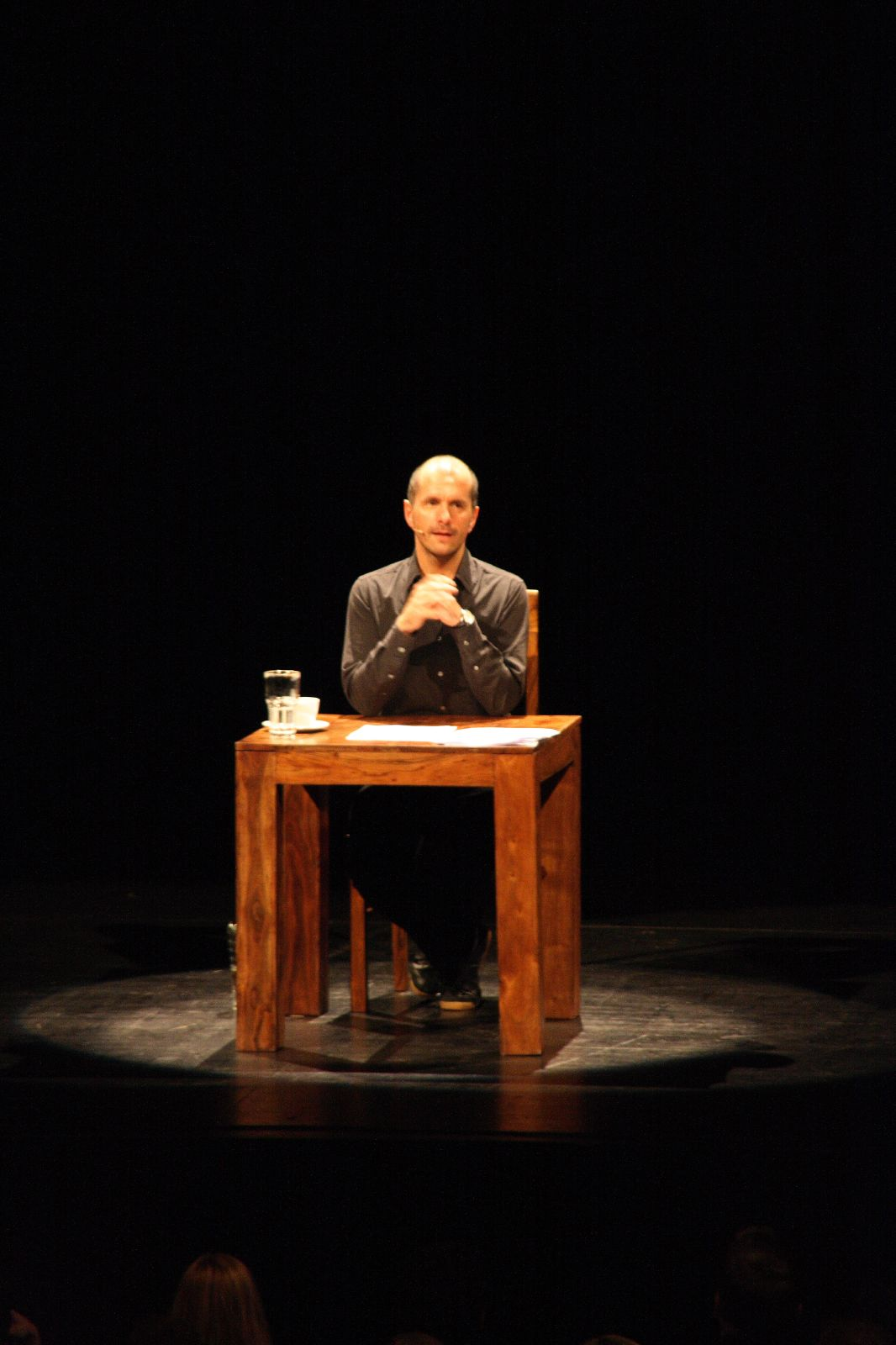
Christoph Maria Herbst (2007)

Neben seiner Tätigkeit als Theater-, Film- und Fernsehschauspieler ist Christoph Maria Herbst als Synchron- und Hörbuchsprecher beschäftigt. Gemeinsam mit Charlotte Roche tourte er 2005 mit einer Lesung aus einer 1978 publizierten Doktorarbeit zu dem Thema Penisverletzungen bei Masturbation mit Staubsaugern durch Deutschland. Aufmerksamkeit erzielte Herbst überdies mit den Hörbuchinterpretationen der von Tommy Jaud verfassten Romane Vollidiot (2004), Resturlaub (2006) und Millionär (2007); Lesetourneen mit Auszügen aus erstem und letzterem Werk führten Herbst zuletzt 2009 an verschiedene Spielstätten im gesamten Bundesgebiet.
2008 las Herbst zudem den Debütroman Nicht mein Tag des Stromberg-Produzenten und Autors Ralf Husmann. 2009 folgten Schachnovelle von Stefan Zweig und Kängt ein Guruh: Lyrik meets Comedy von Horst Evers. 2010 vertonte er den Mafiathriller Schneller als der Tod von Josh Bazell, gemeinsam mit Anneke Kim Sarnau wirkte er zudem in Plötzlich Shakespeare von David Safier mit. Darüber hinaus wird Herbst seit 2008 in den neuen Folgen der Hörspielserie Hui Buh als Sprecher für König Julius eingesetzt, den er bereits im zuvor genannten Kinofilm verkörperte.
2012 gab er dem Buch Er ist wieder da von Timur Vermes seine Stimme für das Hörbuch.

### Synchronisation
Im Bereich Synchronisation wird Herbst wie der Großteil seiner prominenten Kollegen primär auf Rollen in Animationsfilmen besetzt, darunter als Doktor Zwengelmann in Urmel aus dem Eis (2006), als Eddie in Urmel voll in Fahrt (2008), als Horton in Horton hört ein Hu! (2008), als Franz von Hahn in Mullewapp – Das große Kinoabenteuer der Freunde (2009) und als Charles, der gallische Hahn, in Konferenz der Tiere (2010).
In der deutschsprachigen Fassung der Simpsons-Episode Frauentausch (17. Staffel) ist Herbst als Synchronsprecher der Figur Charles zu hören. Die Besonderheit dieser Konstellation: Charles wurde in der Originalfassung vom britischen Komiker Ricky Gervais gesprochen, der wiederum aus der Stromberg-Vorlage The Office (UK) bekannt ist.
Im französischen Kinofilm Willkommen bei den Sch’tis synchronisierte Herbst den Hauptdarsteller Dany Boon in der Rolle des Postboten Antoine Bailleul.
2017 war er die deutsche Synchronstimme für das High-Five in Emoji – Der Film.

### Privates
Herbst war in den Jahren von 2006 bis 2009 zeitweise mit Marie Zielcke liiert. Er ist seit 2012 verheiratet.
Herbst ist nach eigenen Angaben Vegetarier und ernährte sich zeitweise vegan. Seit 2011 ist er Schirmherr des Kinder- und Jugendhospizes Balthasar in Olpe, in dessen Werbeclip er mitwirkte. Herbst beteiligte sich außerdem ehrenamtlich als Rezitator am Erinnerungsprojekt zum Juden Curt Bloch, der in der Zeit von 1942 bis 1945 in den Niederlanden untergetaucht war und im Versteck über 490 Gedichte schrieb.

## Filmografie

### Als Schauspieler
- 1997: Sketchup – The Next Generation (Fernsehreihe)
- 1998: Balko (Fernsehserie, Folge Terror im OP)
- 1998: Der Clown (Fernsehserie, Doppelfolge In der Zange)
- 1998: Alarm für Cobra 11 – Die Autobahnpolizei (Fernsehserie, Folge Tödlicher Sand)
- 2000: Scharf aufs Leben (Fernsehfilm)
- 2001: Die Wache (Fernsehserie, Folge Schlangennest)
- 2001: Der wirklich letzte Junggeselle (Kurzfilm)
- 2002–2003, 2008: Ladykracher (Fernsehserie, 13 Folgen)
- 2003: Lassie (Kurzfilm)
- 2003: SOKO Köln (Fernsehserie, Folge Der letzte Geburtstag)
- 2003: 3 für Robin Hood
- 2004: (T)Raumschiff Surprise – Periode 1
- 2004: Der WiXXer
- 2004: Aus der Tiefe des Raumes
- 2004–2012: Stromberg (Fernsehserie, 46 Folgen)
- 2004: Das Zimmermädchen und der Millionär (Fernsehfilm)
- 2004: Im Dunkeln (Kurzfilm)
- 2005: Lorenz lacht (Kurzfilm)
- 2005: Der Fischer und seine Frau
- 2005: Erkan & Stefan in Der Tod kommt krass
- 2005: Vom Suchen und Finden der Liebe
- 2005: Mädchen über Bord (Fernsehfilm)
- 2006: Freunde für immer – Das Leben ist rund (Fernsehserie, Folge Rache für Rudi)
- 2006: Hui Buh – Das Schlossgespenst
- 2006: Wo ist Fred?
- 2007: Die Aufschneider
- 2007: Hilfe! Hochzeit! – Die schlimmste Woche meines Lebens (Fernsehserie, 7 Folgen)
- 2007: Neues vom WiXXer
- 2007: Hände weg von Mississippi
- 2007: Tramitz & Friends (Fernsehserie, 5 Folgen)
- 2007: Jakobs Bruder
- 2008: Don Quichote – Gib niemals auf! (Fernsehfilm)
- 2008: Zwei Weihnachtsmänner (Fernsehfilm)
- 2009–2010: Bernd & Friends (Fernsehserie, 5 Folgen)
- 2009–2020: Pastewka (Fernsehserie, 7 Folgen)
- 2009: Wickie und die starken Männer
- 2010: Carlotta und die Wolke (Kurzfilm)
- 2010: Kreutzer kommt… Die Tote im Nachtclub (Fernsehreihe)
- 2010: Das Traumschiff: Bora Bora (Fernsehreihe)
- 2011: Wickie auf großer Fahrt
- 2012: Abend bei Freunden (Kurzfilm)
- 2012: Das Haus der Krokodile
- 2012: Und weg bist du (Fernsehfilm)
- 2012: Kreutzer kommt… ins Krankenhaus
- 2012: Götter wie wir (Fernsehserie, Folge Ein Bild von einem Gott)
- 2012: Achtung Polizei! – Alarm um 11 Uhr 11 (Fernsehfilm)
- 2012: Flemming (Fernsehserie, Folge Gruppenspiele)
- 2013: King Ping – Tippen Tappen Tödchen
- 2013: V8 – Du willst der Beste sein
- 2013: Geld her oder Autsch’n!
- 2013: 300 Worte Deutsch
- 2014: Stromberg – Der Film
- 2014: Männerhort
- 2014: Die Mamba
- 2015: 3 Türken und ein Baby
- 2015: Mara und der Feuerbringer
- 2015: Besser als Du (Fernsehfilm)
- 2015: Die Kleinen und die Bösen
- 2015: V8 – Die Rache der Nitros
- 2015: Er ist wieder da
- 2015: Highway to Hellas
- 2016: Die Dasslers – Pioniere, Brüder und Rivalen (Fernsehzweiteiler, Teil 1)
- 2016–2019: Hotel Heidelberg (Fernsehreihe) → siehe Besetzung
- 2016: Die letzte Sau
- 2017: Zwischen Himmel und Hölle
- 2017: Kalt ist die Angst
- 2018: Jim Knopf und Lukas der Lokomotivführer
- 2018: Liliane Susewind – Ein tierisches Abenteuer
- 2018: Der Vorname
- 2018: Deutsch-Les-Landes (Fernsehserie, 10 Folgen)
- 2019–2021: Merz gegen Merz (Fernsehserie, 24 Folgen)
- 2020: Jim Knopf und die Wilde 13
- 2020: Contra
- 2021: Tilo Neumann und das Universum (Fernsehserie)
- 2021: Der große Fake – Die Wirecard-Story
- 2021: Es ist nur eine Phase, Hase
- 2022: Die Geschichte der Menschheit – leicht gekürzt
- 2022: Lehrer kann jeder! (Fernsehfilm)
- 2022: Der Nachname
- 2022: Hui Buh und das Hexenschloss
- 2022: Das Märchen vom Frosch und der goldenen Kugel
- 2023: Merz gegen Merz – Hochzeiten (Fernsehfilm)
- 2023: Ein Fest fürs Leben
- 2024: Merz gegen Merz – Geheimnisse (Fernsehfilm)
- 2024: Der Buchspazierer
- 2024: Der Spitzname
- 2025: Ganzer halber Bruder

### Als Synchronsprecher
- 2006: Urmel aus dem Eis … als Doktor Zwengelmann
- 2007, 2012: Die Simpsons (The Simpsons, Zeichentrickserie) … als Charles, Ricky Gervais
- 2008: Jasper und das Limonadenkomplott … als Dr. Block
- 2008: Horton hört ein Hu! … als Horton
- 2008: Urmel voll in Fahrt … als Eddie
- 2008: Willkommen bei den Sch’tis … als Antoine Bailleul
- 2009: Mullewapp – Das große Kinoabenteuer der Freunde … als Franz von Hahn
- 2010: Konferenz der Tiere … als Hahn Charles
- 2013: Ritter Rost – Eisenhart & voll verbeult … als Prinz Protz
- 2015: Stockmann … als Stockmann
- 2016: Angry Birds – Der Film … als Red
- 2017: Ritter Rost 2 – Das Schrottkomplott … als Ritter Rost
- 2017: Die Schlümpfe – Das verlorene Dorf … als Gargamel
- 2017: Emoji – Der Film … als Hi-5
- 2018: Peter Hase … als Peter Hase
- 2018: Die Sch’tis in Paris – Eine Familie auf Abwegen … als Valentin D.
- 2019: Mister Link – Ein fellig verrücktes Abenteuer … als Sir Lionel Frost
- 2019: Angry Birds 2 – Der Film … als Red
- 2020: Vogeltanz … als Erzähler
- 2023: Holy Shit – Mit SCH#!$E die Welt retten … als Erzähler
- 2024: Ein Jahr auf unserer Erde – Herbst … als Sprecher[30]

## Hörbücher und Hörspiele (Auswahl)
- 2004: Ich töte, du stirbst von Patricia Melo (Hörspiel, WDR)
- 2005: Vollidiot von Tommy Jaud, Patmos, Düsseldorf & BookBeat, 3 CDs, ISBN 3-491-91178-8.
- 2006: Resturlaub von Tommy Jaud, Argon Verlag, Berlin, 4 CDs, ISBN 978-3-86610-267-5 bzw. ISBN 3-87024-443-7 (mit 12-seitigem Booklet); auch als DAISY MP3-CD, ISBN 978-3-86610-628-4.
- 2007: Millionär von Tommy Jaud, Argon-Verlag, Berlin, 4 CDs, ISBN 978-3-86610-306-1; auch als DAISY MP3-CD, ISBN 978-3-86610-627-7.
- 2008: Nicht mein Tag von Ralf Husmann, Argon-Verlag, Berlin, 4 CDs, ISBN 978-3-8398-9004-2; auch als DAISY MP3-CD, ISBN 978-3-86610-626-0.
- 2009: Stromberg – Chef sein, Mensch bleiben von Ralf Husmann, Random House Audio, Köln, 1 CD, ISBN 978-3-8371-0218-5.
- 2009: Schachnovelle von Stefan Zweig, Argon-Verlag, Berlin, 2 CDs (ungekürzt), ISBN 978-3-86610-534-8; auch als DAISY MP3-CD, ISBN 978-3-86610-790-8.
- 2009: Shaun das Schaf – Abspecken mit Shaun und drei weitere schafsinnige Geschichten, Der Hörverlag, München, 1 CD, ISBN 978-3-86717-513-5.
- 2010: Schneller als der Tod von Josh Bazell, Übersetzung von Malte Krutzsch, Der Hörverlag, München, 6 CDs (ungekürzt), ISBN 978-3-86717-701-6.
- 2010: Finnen von Sinnen. Von einem, der auszog, eine finnische Frau zu heiraten von Wolfram Eilenberger, Schall & Wahn, Bergisch Gladbach, 4 CDs (ungekürzt), ISBN 978-3-8371-0427-1.
- 2010: Ein Traum von einem Schiff. Eine Art Roman von Christoph Maria Herbst, Argon-Verlag, Berlin, 3 CDs (ungekürzt, 239 Min.), ISBN 978-3-8398-1092-7; auch als DAISY MP3-CD, ISBN 978-3-8398-5073-2.
- 2010: Vorsicht vor Leuten von Ralf Husmann, Argon-Verlag, Berlin, 4 CDs (309 Min.), ISBN 978-3-8398-1034-7; auch als DAISY MP3-CD, ISBN 978-3-8398-5056-5.
- 2010: Eine Weihnachtsgeschichte. Frei nach Charles Dickens von Christian F. Arsan und Stefan Dressler, Steinbach Sprechende Bücher, Schwäbisch Hall, 1 CD, ISBN 978-3-86974-058-4.
- 2010: BGB – das Beste aus dem Bürgerlichen Gesetzbuch, Argon-Verlag, Berlin, 3 CDs (183 Min.), ISBN 978-3-8398-1037-8; auch als DAISY MP3-CD, ISBN 978-3-8398-5061-9.
- 2010: Shaun das Schaf – Badetag und drei weitere schafsinnige Geschichten, Der Hörverlag, München, 1 CD, ISBN 978-3-86717-594-4.
- 2010: Plötzlich Shakespeare von David Safier, mit Anneke Kim Sarnau, Argon-Verlag, Berlin, 4 CDs, ISBN 978-3-8398-1016-3; auch als DAISY MP3-CD, ISBN 978-3-8398-5037-4.
- 2011: Jo Raketen-Po von Pinkus Tulim, Lausbuch, Bergisch Gladbach, 2 CDs (ungekürzt, 158 Min.), ISBN 978-3-8371-1096-8.
- 2011: Einmal durch die Hölle und zurück von Josh Bazell, Übersetzung von Thomas Gunkel und Malte Krutzsch, Der Hörverlag, München, 6 CDs (gekürzt, 391 Min.), ISBN 978-3-86717-795-5.
- 2012: Ich bin ein Kunde, holt mich hier raus. Irrwitziges aus der Servicewelt von Tom König, audio media verlag GmbH, 2 CDs (gekürzt, 140 Min.), ISBN 978-3-86804-275-7.
- 2012: Er ist wieder da von Timur Vermes, Lübbe Audio Köln, 6 CDs (411 Min.), ISBN 978-3-7857-4741-4.
- 2012: Ausgefressen von Moritz Matthies, Argon-Verlag, Berlin, 4 CDs (310 Min.), ISBN 978-3-8398-9150-6; auch als DAISY MP3-CD, ISBN 978-3-8398-5112-8.
- 2012: Die Straßenverkehrsordnung StVO: das Hörbuch, Argon-Verlag, Berlin, 2 CDs (ungekürzt, 123 Min.), ISBN 978-3-8398-1195-5.
- 2012: Die Kiste der Beziehung. Wenn Paare auspacken von Sonja Schönemann und Ralf Husmann, Argon-Verlag, Berlin, 4 CDs (269 Min.), ISBN 978-3-8398-1136-8; auch als DAISY MP3-CD, ISBN 978-3-8398-5124-1.
- 2012: CSI: Märchen – Die Morde in der Märchenwelt von Roland Griem, Dominik Kapahnke und Oliver Versch mit Tanja Geke, Random House Audio, Köln, 1 CD (45 Min.), ISBN 978-3-8371-1681-6.
- 2013: Tafiti und die Reise ans Ende der Welt von Julia Boehme, Der Hörverlag, München, 1 CD (ungekürzt, 43 Min.), ISBN 978-3-8445-1003-4.
- 2013: Schweinkram. Zwei unziemliche Geschichten von Alan Bennett, Der Hörverlag, München, 3 CDs (ungekürzt, 136 Min.), ISBN 978-3-8445-1049-2.
- 2013: Kündige, wenn du es schaffst. Neuer Irrwitz aus der Servicewelt von Tom König, Audio Media, München, 2 CDs (gekürzt, 140 Min.), ISBN 978-3-86804-302-0.
- 2013: China study. Die wissenschaftliche Begründung für eine vegane Ernährungsweise von T. Colin Campbell und Thomas M. Campbell, Argon-Verlag, Berlin, 3 CDs (216 Min.), ISBN 978-3-8398-8034-0; auch als DAISY MP3-CD, ISBN 978-3-8398-5190-6.
- 2013: Voll Speed von Moritz Matthies, Argon-Verlag, Berlin, 4 CDs (317 Min.), ISBN 978-3-8398-1214-3; auch als DAISY MP3-CD, ISBN 978-3-8398-5163-0.
- 2013: CSI: Märchen 2 – Neue Morde in der Märchenwelt von Roland Griem, Dominik Kapahnke und Oliver Versch mit Tanja Geke, Random House Audio, Köln, 1 CD (ca. 65 Min.), ISBN 978-3-8371-2260-2.
- 2013: Das total gefälschte Geheim-Tagebuch vom Mann von Frau Merkel, Argon-Verlag, Berlin, 3 CDs (201 Min.), ISBN 978-3-8398-1224-2; auch als DAISY MP3-CD, ISBN 978-3-8398-5169-2.
- 2014: Dumm gelaufen von Moritz Matthies, Argon-Verlag, Berlin, 4 CDs (302 Min.), ISBN 978-3-8398-1305-8; auch als DAISY MP3-CD, ISBN 978-3-8398-5199-9.
- 2014: Arbeit macht Arbeit, darum heißt sie ja so … Stromberg – Die goldenen Job-Regeln. Das ultimative Büro-Buch! von Ralf Husmann, Random House Audio, Köln, 2 CDs (ungekürzt, 132 Min.), ISBN 978-3-8371-2583-2
- 2014: Still von Zoran Drvenkar, Der Audio Verlag, 6 CDs, (ungekürzte Lesung, 457 Min.), ISBN 978-3-86231-449-2.
- 2014: Ich und die Menschen von Matt Haig, Der Hörverlag, 1 MP3-CD, (ungekürzte Lesung, 509 Min.), ISBN 978-3-8445-1403-2.
- 2014: Mara und der Feuerbringer von Tommy Krappweis, Argon Verlag, Berlin, 4 CDs (Autorisierte Lesefassung, 298 Min.), ISBN 978-3-8398-4058-0.
- 2014: Der satanarchäolügenialkohöllische Wunschpunsch von Michael Ende, Hörbuch Hamburg, ISBN 978-3-86742-720-3.
- 2015: The Cruise - Kreuzfahrt wird zum Horrortrip von Stuart Kummer und Edgar Linscheid (Hörspiel-Serie, WDR)
- 2016: Vollidiot von Tommy Jaud, Sauerländer Audio, 2004 Argon Verlag GmbH, Berlin
- 2016: I, Will von Stuart Kummer (Hörspiel-Serie, WDR)
- 2016: Sherlock Holmes und das Geheimnis des weißen Bandes von Anthony Horowitz und Bastian Pastewka (Hörspiel, WDR/Radio Bremen)
- 2017: Zu gut für die Hölle von Jochen Till, Der Audio Verlag, ISBN 978-3-86231-970-1.
- 2017: Ein teuflisch gutes Team von Jochen Till, Der Audio Verlag, ISBN 978-3-7424-0174-8.
- 2017: Die Wurzel alles Guten von Miika Nousiainen, Argon Verlag GmbH, 2017 Nagel & Kimche – Carl
- 2018: Jim Knopf und Lukas der Lokomotivführer von Michael Ende, Hörbuch Hamburg, ISBN 978-3-86742-395-3.
- 2018: Einmal Hölle und zurück von Jochen Till, Der Audio Verlag, ISBN 978-3-7424-0454-1.
- 2018: Der Teufel ist los von Jochen Till, Der Audio Verlag, ISBN 978-3-7424-0659-0.
- 2018: Die Hungrigen und die Satten von Timur Vermes, Lübbe Audio Köln, 8 CDs (Bearbeitete Fassung, 555 Min.), ISBN 978-3-7857-5800-7.
- 2018: Der Vorname. Das Original-Hörspiel zum Film, JUMBO Neue Medien & Verlag GmbH
- 2019: Ein höllischer Tausch von Jochen Till, Der Audio Verlag, ISBN 978-3-7424-0955-3.
- 2019: Verrückt nach Schweden von Miika Nousiainen, Argon Verlag, ISBN 978-3-8398-1708-7.
- 2019: Solo für Opa von Thomas Krüger, Wilhelm Heyne Verlag, ISBN 978-3-8371-4650-9.
- 2019: Lotta, Opa Heinrich und die beklauten Diebe von Kai Magnus Sting (Kinderhörspiel, WDR)
- 2020: Infektionsschutzgesetz vom Argon Verlag, ISBN 978-3-7324-5454-9.
- 2020: Jim Knopf und die Wilde 13 von Michael Ende, Hörbuch Hamburg, ISBN 978-3-7456-0226-5.
- 2020: Lotta, Oma Berta und der verschwundene Verschwinder von Kai Magnus Sting (Kinderhörspiel, WDR)
- 2021: 1984 von George Orwell, Random House Audio, ISBN 978-3-8371-5425-2
- 2021: Farm der Tiere von George Orwell, Random House Audio, ISBN 978-3-8371-5545-7
- 2021: Der Wald ruft von Moritz Matthies, Argon Verlag, ISBN 978-3-8398-1807-7 (ungekürzt: Audible)
- 2022: Wilhelm. Schicksalsjahre eines Kaisers von Philip Stegers (Hörspiel, WDR)
- 2022: ICH UND MEINE CHAOS-BRÜDER – EIN HOCH AUF UNS! von Sarah Welk, Argon Verlag, ISBN 978-3-8398-4272-0
- 2023: Tafiti und seine Freunde – Abenteuer in der Savanne von Julia Boehme, der Hörverlag, ISBN 978-3-8445-5066-5 (Hörbuch Download)
- 2023: Wunderbare Weihnachten. Geschichten zum Fest von Agatha Christie, der Hörverlag & Audible, ISBN 978-3-8445-5094-8 (Hörbuch)
- 2023: Lotta, Ottos Hund und die schlimmen Knochen von Kai Magnus Sting (Kinderhörspiel, WDR)
- 2024: Mord im Wüstenexpress von Kai Magnus Sting (Hörspiel-Serie, HR)
- 2024: Moritz Matthies: Arsch voll Geld, Argon Verlag (Hörbuch, Roman, Ray und Rufus 9, ISBN 978-3-7324-7232-1 – ungekürzt: Audible)
- 2024: Der Buchspazierer (Das Original Hörspiel zum Kinofilm), STUDIOCANAL & Audible
- 2025: Matt Haig: Ich und die Menschen, Argon Verlag, ISBN 978-3-7324-7867-5 (Hörbuch-Download)

## Buch
- Ein Traum von einem Schiff. Eine Art Roman. Scherz, Frankfurt am Main 2010, ISBN 978-3-651-00006-3.

## Diskografie
Singles

| Jahr | Titel Album                                                     | Höchstplatzierung, Gesamtwochen, AuszeichnungChartsChartplatzierungen (Jahr, Titel, Album, Platzierungen, Wochen, Auszeichnungen, Anmerkungen) | Anmerkungen                            |
| Jahr | Titel Album                                                     | DE | Anmerkungen                            |
| ---- | --------------------------------------------------------------- | --- | -------------------------------------- |
| 2014 | Lass das mal den Papa machen. Stromberg – Das Hörspiel zum Film | DE40 (3 Wo.)DE | Erstveröffentlichung: 14. Februar 2014 |

## Auszeichnungen
- 2002
  - Deutscher Comedypreis als Bester Nebendarsteller in Ladykracher

- 2005
  - Bayerischer Fernsehpreis für Stromberg
  - Deutscher Comedypreis als Bester Schauspieler für Stromberg
  - Goldener Gong für Stromberg

- 2006
  - Adolf-Grimme-Preis für Stromberg
  - Deutscher Comedypreis als Bester Schauspieler für Stromberg
  - Jupiter-Filmpreis als Bester TV-Darsteller
  - GQ – Mann des Jahres in der Kategorie TV

- 2007
  - Goldener Spatz als Bester Schauspieler in Hui Buh und Hände weg von Mississippi
  - Deutscher Fernsehpreis in der Kategorie Beste Sitcom für Stromberg
  - Deutscher Comedypreis als Bester Schauspieler für Stromberg und Hilfe! Hochzeit! – Die schlimmste Woche meines Lebens

- 2009
  - Stromberg-Staffel 2 (Verkäufe: + 200.000; DE: ×4Vierfachplatin (Videoalbum) )[32]
  - Deutscher Comedypreis in der Kategorie Beste TV-Komödie für Zwei Weihnachtsmänner (gemeinsam mit Bastian Pastewka)

- 2010
  - Deutscher Comedypreis als Bester Schauspieler u. a. für Stromberg
  - DVD-Ausgabe Zwei Weihnachtsmänner (gemeinsam mit Bastian Pastewka; DE: Gold (Videoalbum Comedy))
  - Stromberg-Staffel 4 (DE: ×2Doppelplatin (Videoalbum) )
  - Stromberg-Staffel 1 (DE: ×5Fünffachplatin (Videoalbum) )
  - Stromberg-Staffel 3 (DE: ×3Dreifachplatin (Videoalbum) )
  - Resturlaub (gemeinsam mit Tommy Jaud; DE: Gold (Hörbuch-Award))

- 2011
  - Sprecherpreis beim Trickfilmfestival Stuttgart für die Rolle des gallischen Hahns Charles in Konferenz der Tiere

- 2012
  - Stromberg-Staffel 5 (DE: ×2Doppelplatin (Videoalbum) )
  - Millionär (gemeinsam mit Tommy Jaud; DE: Gold (Hörbuch-Award))
  - Jupiter-Filmpreis als Bester TV-Darsteller

- 2014
  - Deutscher Comedypreis als Bester Schauspieler

- 2015
  - Timur Vermes: Er ist wieder da (DE: ×3Dreifachplatin (Hörbuch-Award) )

- 2018
  - Münchhausen-Preis[33]

- 2019
  - Deutscher Hörbuchpreis, Kategorie Beste Unterhaltung, für Die Hungrigen und die Satten von Timur Vermes

- 2021
  - Das große Kleinkunstfestival, Ehrenpreis[34]

- 2022
  - Ernst-Lubitsch-Preis für Contra (gemeinsam mit Nilam Farooq)

- 2024 Festival des deutschen Films
  - Preis für Schauspielkunst[35]

- 2025 Bayerischer Filmpreis 2024 in der Kategorie Bester Darsteller in Der Buchspazierer, Der Spitzname und Ein Fest fürs Leben